# 弓木奈於
弓木 奈於（ゆみき なお、1999年〈平成11年〉2月3日 - ）は、日本のアイドルであり、女性アイドルグループ乃木坂46のメンバーである。京都府京都市出身。乃木坂46合同会社所属。弟は俳優の弓木大和。

## 来歴
1999年（平成11年）2月3日生まれ。
2013年（平成25年）6月17日、ソニー・ミュージックアーティスツ運営の劇団ハーベストに「弓木菜生」名義で入団。
2017年（平成29年）7月21日、講談社（第一事業局第一戦略部内）が主催する「ミスiD2018」オーディションに「弓木菜生」名義でセミファイナリストまで選出された。
2018年（平成30年）8月5日、劇団ハーベスト卒団。同年8月19日、『坂道合同新規メンバー募集オーディション』に合格。同年11月から12月にかけて、オーディション合格者39名のうち21名の配属先が発表されたが、弓木を含む残りのメンバーは配属されず、2019年9月から坂道研修生として活動を開始した。その間、京都で密かにダンス教室へ通い、個人的にダンス経験の不足を補った。
2020年（令和2年）2月16日、『坂道研修生 配属発表 SHOWROOM』で乃木坂46への配属が発表された。弓木は坂道研修生から同時に乃木坂46へ配属となった、黒見明香、佐藤璃果、林瑠奈、松尾美佑と共に、乃木坂46「新4期生」と位置付けられ、2018年から既に4期生として活動していたメンバーら11名に合流する形となった。2月21日から24日にかけてナゴヤドームで開催された乃木坂46「8th YEAR BIRTHDAY LIVE」の最終日において、弓木ら新4期生のお披露目が行われた。同年10月30日、中田花奈の後任として金曜21時からの2時間の生放送ラジオ『沈黙の金曜日』（エフエム富士）のアシスタントMCに就任。
2021年（令和3年）6月12日より、ひかりTV・dTV（現：Lemino）で自身初の冠番組『乃木坂46弓木奈於とやみつきちゃん』のMCを担当。
2022年（令和4年）8月31日発売の30thシングル『好きというのはロックだぜ!』で初の選抜入り。坂道研修生を経て加入した4期生から初の選抜入りとなった。また同シングル発売時点で、初選抜時の年齢（23歳209日）は、卒業生で2期生の新内眞衣における初選抜時の年齢（23歳182日）を抜き、7年ぶりの最年長記録となった。
2024年（令和6年）4月10日にリリースされた35thシングル『チャンスは平等』で初の福神入りを果たした。
2024年（令和6年）6月15日、自身のInstagramアカウントを開設。同年7月23日、1st写真集『天使だったのか』（ワン・パブリッシング）を発売。

## 人物
愛称は、なおちゃん、弓木ちゃん、ゆみっきー。時折、会話の前後関係が滅茶苦茶になることから、映画の『TENET』になぞらえて「テネット弓木」と呼ばれることもある。キャッチフレーズは「はんなり、すっとこどっこい」で、母が考案した。
7人きょうだいの2番目で、上から姉、奈於、弟（大和）、弟、弟、妹、妹の3男4女。「同性・異性関係なく個性が強め」とのことで「猫背で子ども新聞を読んでいる弟」「普通過ぎて逆にヘンな弟」「急に踊り出す姉」などがいるという。弓木は「絶対嘘だと思われるかもしれないが、私が家族の中で一番、普通なんです」と主張している。
大家族のため、1回の食事には大量のごはんを炊く必要がある。弓木曰く「炊飯器でまず1回6合炊いて、それがなくなったら、追い炊きしてもう1回、6合炊く」という。また食事は家族全員で一度に済ませるのではなく、集まる時間などにより1部、2部、3部と握手会のように分かれている。
『BUBKA』（2020年9月号、白夜書房）では「年の離れた妹に弁当を作ってあげたりする面倒見のいいお姉さんキャラ」と評されたが、小学6年生の妹から「悩みがあれば聞くよ」と言われたり「お姉ちゃん、宿題教えて」と頼まれて教えると、教えた箇所がすべて間違っており逆に妹が先生に怒られた、といったこともある。
絶叫系アトラクションが好きで、どんな乗り物も真顔で乗れることを自負している。
弓木が母親に抱く印象は、NHK Eテレ『おかあさんといっしょ』内の着ぐるみ人形劇『ぐ～チョコランタン』のスプーに似ていて、父親については寡黙だが心は熱いといい、乃木坂のライブは常に観戦して、オンライン・トークイベントのチケットが完売すると、連絡が入り祝福される間柄。
総合情報サイト『All About』が調査した「【乃木坂46】「バラエティ力が高い歴代メンバー」ランキング！」で7位にランクイン。

### 嗜好
好きな食べ物はタコ、芋けんぴ、京都の祖母の家で出される漬物。好きな本は高山一実の『トラぺジウム』、重松清の『きみの友だち』『ポニーテール』、柚木麻子の『ランチのアッコちゃん』。好きな女優は天海祐希、小池栄子。好きな匂いは二条城の匂い。尊敬するお笑い芸人はもう中学生。

### 趣味
趣味は料理、映画・ドラマ鑑賞、リコーダー、妹にヘアアレンジやメイクをすること。得意料理は小松菜とお揚げのおひたし、ほうれん草の胡麻和え。

### 特技
特技は料理、水泳、バスケットボール（学生時代のポジションはセンター）。
料理上手な一面として、2022年5月23日放送の『乃木坂工事中』（テレビ東京系）では、誕生日を迎えた日村勇紀（バナナマン）へ、日村の顔を模した手作りのケーキをプレゼントした。実はそのケーキは、外側のクリームのように見える部分がマッシュポテトで中にはカレーピラフという、日村の好物を組み合わせて作られたもので、日村からはそのアイデアとともに味も絶賛されている。
2024年6月2日放送の『乃木坂工事中』でも、春巻きとグラタンをレシピがない状態で調理。祖母から教わった、ニンジンを皮ごと使う知恵を生かしたり、下ごしらえが面倒な食材を極力限定する主婦的な思考を発揮。VTRを見ていたバナナマン設楽統が「弓木、見直した」と感嘆した。また、完成した2品を実際に試食した日村勇紀や岩本蓮加からの高評価に「カフェとか出そうかな」と乗り気だった。
「即興ソング」「怖くないオリジナル怪談」「コンビ名の言い換え」を得意とし「即興ソング」はこれまでに250曲以上あると言われており『マルモのおきて』（フジテレビ系、2011年）のテーマ曲『マル・マル・モリ・モリ!』の琉球バージョンや『We Are The World』の日本語詞バージョンなどを即興で歌いこなす。またラジオ番組「沈黙の金曜日」（FM FUJI）では即興でカルタの読み札を読んだり、架空のYouTubeチャンネルの挨拶を同じく即興でひねり出すといったこともある。
「怖くないオリジナル怪談」は2024年3月24日『乃木坂工事中』（テレビ東京系）で地上波初披露。とある中学のラグビー部の合宿先での出来事を回想した。また「コンビ名の言い換え」については、オズワルド・伊藤俊介と畠中悠の新しい名前を聞かれた際に「ツーブロックフェイスのサンデー中野とサタデー西村」、オリエンタルラジオの藤森慎吾は「人魚姫大戦争のゴッキーさん」と瞬時に回答した。
また総じて大喜利を得意とし、1st写真集『天使だったのか』発刊前、タイトル未定の段階でどんなタイトルがいいか聞かれた弓木は「バタフライ日和」「弱酸性ピオーネ」などと答えている。

### 乃木坂46
サイリウムカラーは赤×黄緑。
好きな卒業生は高山一実、西野七瀬、橋本奈々未、鈴木絢音。
乃木坂46で好きな曲は『世界で一番 孤独なLover』『僕だけの光』『泣いたっていいじゃないか?』。
乃木坂46は「1番最初に好きになったアイドルグループ」だといい、周りにはそのことは言わず密かに応援していた。3期生オーディションがあったときは「受けたい」という気持ちにはならなかったが、大学1年時に坂道合同オーディションが行われることを知って最後のチャンスだと思い、大学を中退して自ら退路を絶ってから応募した。歌唱審査ではsumikaの「Lovers」を歌った。
卒業生で1期生の和田まあや、2期生の伊藤純奈とは高校時代の同級生。
『乃木坂工事中』で和田と共演する際に「後輩だし、敬語で話したほうがいいかな？」としきりに確認してきた弓木に、和田は「同級生なんだから」とタメ口でやり取りしようと言ってくれたという。
また、東京女子流メンバーの新井ひとみとも同級生であることを『沈黙の金曜日』（エフエム富士）内で明かしている。
加入前からの憧れの存在であった2期生の鈴木絢音と共に活動したいという思いが強くなり、2021年の夏頃から選抜入りを目指し始めた。選抜へのモチベーションについて「絢音さんがいたから目標が出来ました」と『月刊エンタメ』（2022年8月号、徳間書店）で語っている。
齋藤飛鳥への想いも強く『TVガイドAlpha EPISODE III』（2022年12月号、東京ニュース通信社）誌上では、同期の筒井あやめとの対談の中で、齋藤について「乃木坂46に自分が加入する前の学生時代から大好きで、何枚も飛鳥さんの画像をスマホに保存しているんです。今も、橋本環奈さんとか、かわいい人の画像を保存する『かわいい』というフォルダには、2015年ぐらいの飛鳥さんの画像が残っています」と語っている。
2022年8月28日放送の『乃木坂工事中』では、初の選抜メンバーとなった30thシングル『好きというのはロックだぜ!』のヒット祈願として、ロッククライミングに初挑戦。高さ20mもある垂直な岩壁を15分以内に登り切るというもので、1度は失敗し涙をのんだが、前週に続きヒット祈願企画を放送した9月4日放送分では、最後に再び挑戦し見事に登り切った。
2024年3月、さいたまスーパーアリーナで開催された『乃木坂46 12th YEAR BIRTHDAY LIVE』で、客席で自分のタオルを掲げるファンを発見。とっておきの熱烈投げキッスをプレゼントしたところ、ファンだと思っていた人物が自分の父親だったことを明かした。
2024年9月、明治神宮野球場で行われた『真夏の全国ツアー2024 東京公演Day3』で、3代目キャプテン・梅澤美波への日ごろの感謝のしるしとして、他のメンバーたちに呼びかけて「みんなで梅澤さんをギュッと抱き締めよう」とその場で提案し、実行。梅澤を感激させた。

## エピソード
「弓木ワールド」「テネット」と称される独特の言動やワードセンス、エピソードがファンの間ではおなじみになっている。

### 加入前
学生時代、スカートの下に、モコモコのパジャマを履いて登校したことがある。担任教師から「おい弓木！なんでスカート、そんなに盛り上がってるんだ！」と叱られた。
ハンドボール部のマネージャーをしていた頃、全くルールが分からず「そこに座っていてくれればいい」と言われた。だがお茶を作るのだけは上手く、自称「麦茶のプロ」だった。
コンビニのアルバイトをしていた頃、食パンや豆腐、アイスなどすべての商品を通常の3倍発注してしまったことがある。店長からは「ごめん、前出しとか陳列してくれる？ あとは落書きとかしていいよ」と優しい言葉をかけられた。
国語の塾講師のアルバイト経験がある。面接では長所と短所を聞かれ、想定外の質問にパニックになりながら「長所は精神年齢が低いことで、短所は日本語が下手くそで（言いたいことを）伝えようと思っても伝わらないことです」と答えた。なぜか採用されたが、たった2日で受付の仕事に回るように勧められた。
地元京都の「祇園祭」に女友達と行った際「絶対、この手を離すなよ」と言われ手を繋いでいたが途中ではぐれてしまい、気付いたら知らない男性の手を握っていた。男性からは「お前誰だよ！」と言われたが、弓木も「お前こそ誰だよ！」と思った。

### 加入後
2021年7月25日・8月1日放送の『乃木坂工事中』で行われた、ペーパーテストにより1番のおバカを決める企画「頭NO王決定戦」において、初代・和田まあや、2代目・中村麗乃を抑え「3代目頭NO王」となった。
2022年8月15日、『ラヴィット!』（TBSテレビ系）に初出演。視聴者からのラブコール企画「ようこそラヴィット！」枠での登場となった。その後、2023年10月期の金曜「ラヴィット!ファミリー」（シーズンレギュラー）に就任。2024年1月26日には「夏休み」として休演した田村真子（TBSアナウンサー）の代役としてMCを務めた。以降も複数回にわたりゲスト出演を果たしており、2024年7月11日、女性アイドルでは守屋麗奈（櫻坂46）に続く2人目になる、月曜から金曜まで全ての曜日に出演する「スタジオグランドスラム」を達成した。

## 共演者からの評価

### アルコ&ピース
平子祐希は『リスナーが本気で選んだ人気ラジオ番組完全ガイド』（晋遊舎）の誌上インタビューで、弓木の『沈黙の金曜日』初登場の日が彼女との初対面だったと振り返り、その出会いについて「（乃木坂46の運営が）爆弾を投げてよこしてきた、みたいな（笑）」と強い衝撃を受けたことを明かし、さらに「弓木というフリースタイルに、僕らがどれほどついていけるかを試されている」と、生放送が試練の2時間であることも語っている。
また酒井健太も、弓木について「見た目はすごくかわいい感じなのに、本番で話し始めた途端に『マジでヤバいな』と感じました」と語った一方で「一週間のトピックスを振れば、弓木ちゃんが何となく面白くしてくれるから。それって、冷静に考えたら凄いことですよね。たとえ、こっちが手ぶらで行ってもなんとかなるだろうって。もしかしたら、天才かもしれない」と称賛している。

### 山里亮太（南海キャンディーズ）
2021年3月22日深夜放送の『プレミアMelodiX!』（テレビ東京系）で共演した山里亮太（南海キャンディーズ）は、弓木の独特なエピソードトークや言語感覚について、後日自身のラジオ番組で「面白かったなぁ。もう何言ってるか訳分かんないのよ。言葉の外し方とかが絶妙で」「誰かにまた見つかって、どんどんとブレイクするんだろうなと思った」と語っている。

### 森田哲矢（さらば青春の光）
『乃木坂46弓木奈於とやみつきちゃん』で何度か共演してきた森田哲矢（さらば青春の光）はその最終回で「この子（弓木）は本当に数年後バラエティを席巻してるんじゃないか」と評している。

### DJ KOO（TRF）
『TOKYO SPEAKEASY』（TOKYO FM）で共演したDJ KOO（TRF）は、「放送前から混ぜるな危険とまで言われていたが、番組が始まったら大盛り上がり。2人ががっちり嚙み合った1時間になりました」と自著で語った。また「大きかったのは、弓木奈於ちゃんがDJ KOOのファンだったこと。私も乃木坂46のライブに行くほどのファンですし、互いに純粋な興味を持っていたことでトークのフィーリングが合いました」と、自著『あと10歳若くなる！ DJ KOO流 心･体･脳の整え方』（PHP研究所）で明かしている。また弓木が『乃木坂工事中』で彼のモノマネをした際、DJ KOOは自身のTwitterで反応。「こんな DJ KOOにワタシはなりたい」 「マイクスタンドの角度とか完璧」と評している。

## 作品

### シングル
乃木坂46
- 世界中の隣人よ（2020年5月25日）[81]
- Out of the blue（2021年1月27日、SRCL-11686/7） - EAN 4547366487282。
- 猫舌カモミールティー（2021年6月9日、SRCL-11844） - EAN 4547366507300。
- マシンガンレイン（2021年9月22日、SRCL-11880/1） - EAN 4547366522303。
- 他人のそら似（2021年9月22日、SRCL-11888） - EAN 4547366522334。
- 届かなくたって…（2022年3月23日、SRCL-12104/5） - EAN 4547366549072。
- 好きというのはロックだぜ!（2022年8月31日、SRCL-12210/8） - EAN 4547366571950。
- ジャンピングジョーカーフラッシュ（2022年8月31日、SRCL-12212/3） - EAN 4547366571967。
- ここにはないもの（2022年12月7日、SRCL-12330/8） - EAN 4547366590166。
- アトノマツリ（2022年12月7日、SRCL-12334/5） - EAN 4547366590180。
- 人は夢を二度見る（2023年3月29日、SRCL-12480/8） - EAN 4547366607307。
- 僕たちのサヨナラ（2023年3月29日、SRCL-12480/8） - EAN 4547366607307。
- おひとりさま天国（2023年8月23日、SRCL-12620/8） - EAN 4547366626612。
- 誰かの肩（2023年8月23日、SRCL-12620/1） - EAN 4547366626612。
- お別れタコス（2023年8月23日、SRCL-12626/7） - EAN 4547366626643。
- Monopoly（2023年12月6日、SRCL-12630/8） - EAN 4547366650990。
- チャンスは平等（2024年4月10日、SRCL-12850/8） - EAN 4547366669053。
- あと7曲（2024年4月10日、SRCL-12852/3） - EAN 4547366669060。
- チートデイ（2024年8月21日、SRCL-12950/8） - EAN 4547366693973。
- 君にDitto（2024年8月21日、SRCL-12952/3） - EAN 4547366693980。
- 歩道橋（2024年12月11日、SRCL-13070/8） - EAN 4547366716580。
- 雪が降る日にまた会おう（2024年12月11日、SRCL-13076/7） - EAN 4547366716627。
- 懐かしさの先（2025年2月3日）
- ネーブルオレンジ（2025年3月26日、SRCL-13220/8） - EAN 4547366731125。
- Same numbers（2025年7月30日、SRCL-13370/8） - EAN 4547366755978。
- 真夏日よ（2025年7月30日、SRCL-13370/8） - EAN 4547366755978。
- ってかさ（2025年7月30日、SRCL-13376/7） - EAN 4547366756012。

### アルバム
- Time flies（2021年12月15日、SRCL-12020/30） - EAN 4547366534184。

### 映像作品
- 今日から俺は!!（2019年4月24日） - EAN 4988021148085。
- 乃木坂46 8th YEAR BIRTHDAY LIVE 2020.2.21-24 NAGOYA DOME（2020年12月23日） - EAN 4547366482812。
- ノギザカスキッツ 第1巻（2021年1月8日） - EAN 4988021718264, EAN 4988021140508。
- 今日から俺は!!劇場版（2021年1月20日） - EAN 4988021141215。
- NOGIZAKA46 Mai Shiraishi Graduation Concert 〜Always beside you〜（2021年3月10日） - EAN 4547366491104。
- ノギザカスキッツ 第2巻（2021年4月2日） - EAN 4988021718271, EAN 4988021140515。
- ナナマル サンバツ THE QUIZ STAGE O（2021年6月9日） - EAN 4988101212606。
- ノギザカスキッツACT2 第1巻（2021年7月30日） - EAN 4988021718608, EAN 4988021140829。
- ノギザカスキッツACT2 第2巻（2021年10月22日） - EAN 4988021718615, EAN 4988021140836。
- 乃木坂スター誕生! 第1巻（2022年1月14日） - EAN 4988021718738, EAN 4988021140980。
- 乃木坂スター誕生! 第2巻（2022年4月22日） - EAN 4988021718745, EAN 4988021140997。
- 乃木坂46 9th YEAR BIRTHDAY LIVE 5DAYS（2022年6月8日） - EAN 4547366541441, EAN 4547366541465。
- 乃木坂スター誕生!2 第1巻（2022年7月22日） - EAN 4988021718974, EAN 4988021141550。
- 乃木坂スター誕生!2 第2巻（2022年10月28日） - EAN 4988021718981, EAN 4988021141567。
- 乃木坂46 真夏の全国ツアー2021 FINAL! IN TOKYO DOME（2022年11月16日） - EAN 4547366576009, EAN 4547366576016。
- 乃木坂46 10th YEAR BIRTHDAY LIVE（2023年2月22日） - EAN 4547366594324, EAN 4547366594447。
- さ〜ゆ〜Ready?さゆりんご軍団ライブ/松村沙友理 卒業コンサート（2023年4月26日）[82]
- 生田絵梨花 卒業コンサート（2023年4月26日）[82]
- NOGIZAKA46 ASUKA SAITO GRADUATION CONCERT（2023年10月25日） - EAN 4547366631012, EAN 4547366631098。
- 乃木坂46 11th YEAR BIRTHDAY LIVE 5DAYS（2024年2月21日） - EAN 4547366660128, EAN 4547366660135。
- MIZUKI YAMASHITA GRADUATION CONCERT（2024年10月2日） - EAN 4547366701180, EAN 4547366701227。
- 乃木坂46 12th YEAR BIRTHDAY LIVE（2025年2月12日） - EAN 4547366722253。

## 出演

### テレビドラマ
- 今日から俺は!!（2018年10月14日 - 12月16日[注 5]、日本テレビ）弓木昌子 役[83]。
  - 金曜ロードSHOW!「映画公開記念!!今日から俺は!!スペシャル」（2020年7月17日）
- 何かおかしい 2 第9話（2023年5月31日、テレビ東京）カオリン 役[84]
- 未恋〜かくれぼっちたち〜（2025年1月10日 - 3月14日、関西テレビ）深田ゆず 役[85]

### 映画
- 今日から俺は!!劇場版（2020年7月17日、東宝）弓木昌子 役[83]

### 配信ドラマ
- 取り立て屋ハニーズ（2021年3月26日 - 6月11日、ひかりTV・ひかりTV for docomo・dTVチャンネル）チャコ 役[86]
- ラブシェアリング（2022年3月27日 - 6月5日、ひかりTV）主演・古牧緑 役（中村麗乃、向井葉月とのトリプル主演）[87][88]
- 何かおかしい 2 第9話（2022年12月23日、Paravi）カオリン 役[84]

### 舞台
- ナナマル サンバツ THE QUIZ STAGE O（2021年1月6日 - 17日、銀座博品館劇場）ヨシコ 役[89][90]

### CM
- 若者移住・移住促進スポットCM「結論、京都市。」（2024年9月2日 - 、京都市）海平和（KBS京都アナウンサー）との共演[91]

### バラエティ
- 乃木坂46弓木奈於とやみつきちゃん（2021年6月12日 - 2022年12月17日、ひかりTV・ひかりTVチャンネル＋（dTVチャンネル内））MC[17][92]
- 東京パソコンクラブ
  - 〜プログラミング女子のゼロからゲーム作り〜（2022年4月16日 - 2025年3月22日、BSテレ東）[93]
  - 〜女子だけのゲーム秘密組織〜（2025年4月5日 - 、テレビ東京[注 6]）[94]
- ラヴィット!（2023年10月13日 - 12月22日、TBS）「ラヴィット!ファミリー」金曜担当[95][96]

### その他のテレビ番組
- ビビらせ邸（2021年7月20日、テレビ朝日）[97]
- 水曜日のハウマッチ?（2023年4月5日 - 2025年3月26日、毎日放送）2代目ナレーター[98]

### ラジオ
- 沈黙の金曜日（2020年10月30日 - 、FM FUJI）アシスタントMC[16]

## 書籍

### 写真集
- 天使だったのか（2024年7月23日、ワン・パブリッシング）[99][24]